# كل جمشيد (بهمئي غرمسيري الجنوبي)
کل جمشید (بالفارسية: کل جمشید) هي قرية تقع في إيران في قسم بهمئي غرمسیري الجنوبي الريفي. يقدر عدد سكانها بـ 25 نسمة بحسب إحصاء 2016.